# Liste der Anime-Titel/U

## U
| Name                                                                                               | Alternative Namen | Veröffentlichungsjahr | Studio(s)                                |
| -------------------------------------------------------------------------------------------------- | --- | --------------------- | ---------------------------------------- |
| Die U-Bahn-Grabscher-Bande (2 Folgen)                                                              | 悪戯～いたずら～ The Animation, Akugi: Itazura The Animation, G-spot Express                                                                                  | 2005 als OVA          | Arms                                     |
| Uchōten Kazoku (13 Folgen)                                                                         | 有頂天家族 | 2013 als Fernsehserie | P.A. Works                               |
| Uchū Kazoku Carlvinson (eine Folge)                                                                | 宇宙家族カールビンソン, Uchū Kazoku Kārubinson | 1988 als OVA          | Dōga Kōbō                                |
| Uchū Kyōdai (99 Folgen)                                                                            | 宇宙兄弟 | 2012 als Fernsehserie | A-1 Pictures                             |
| ↳ Uchū Kyōdai #0                                                                                   | 宇宙兄弟#0 | 2014 als Film         | A-1 Pictures                             |
| Uchū no Stellvia (26 Folgen)                                                                       | 宇宙のステルヴィア, Stellvia | 2003 als Fernsehserie | Xebec                                    |
| Uchū Senkan Yamato 2199 (26 Folgen)                                                                | 宇宙戦艦ヤマト2199 | 2013 als Fernsehserie | Xebec, AIC                               |
| Uchū Show e Yōkoso                                                                                 | 宇宙ショーへようこそ, Uchū Shō e Yōkoso | 2010 als Film         | A-1 Pictures                             |
| Udon no Kuni no Kiniro Kemari (12 Folgen)                                                          | うどんの国の金色毛鞠 | 2016 als Fernsehserie | Lidenfilms                               |
| Ugokie Kori no Tatehiki                                                                            | 動絵狐狸達引, Movie: The Fox Versus the Racoon | 1933 als Kurzfilm     | P.C.L                                    |
| UFO Princess Walküre (12 Folgen)                                                                   | 円盤皇女ワるきゅーレ, Yūfō Purinsesu Warukyūre, UFO Ultramaiden Valkyrie                                                                                      | 2002 als Fernsehserie | TNK                                      |
| ↳ UFO Princess Walküre: Special (eine Folge)                                                       | 円盤皇女ワるきゅーレSPECIAL, Yūfō Purinsesu Warukyūre: Special                                                                                                | 2003 als OVA          | TNK                                      |
| ↳ UFO Princess Walküre: Jūnigatsu no Yasōkyoku (12 Folgen)                                         | 円盤皇女ワるきゅーレ 十二月の夜想曲, Yūfō Purinsesu Warukyūre: Jūnigatsu no Yasōkyoku, UFO Princess Valkyrie 2, UFO Ultramaiden Valkyrie 2: December Nocturne | 2003 als Fernsehserie | TNK                                      |
| ↳ UFO Princess Walküre: Deluxe (eine Folge)                                                        | 円盤皇女ワるきゅーレDELUXE, Yūfō Purinsesu Warukyūre: Deluxe                                                                                                  | 2004 als OVA          | TNK                                      |
| ↳ UFO Princess Walküre: Seireisetsu no Hanayome (6 Folgen)                                         | 円盤皇女ワるきゅーレ 星霊節の花嫁, Yūfō Purinsesu Warukyūre: Seireisetsu no Hanayome                                                                          | 2005 als OVA          | TNK                                      |
| ↳ UFO Princess Walküre: Toki to Yume to Ginga no Utage (2 Folgen)                                  | 円盤皇女ワるきゅーレ 時と夢と銀河の宴, Yūfō Purinsesu Warukyūre: Toki to Yume to Ginga no Utage                                                               | 2006 als OVA          | TNK                                      |
| Ukare Violin                                                                                       | | 1955 als Kurzfilm     | Nihon Doga                               |
| Ultimate Girl (12 Folgen)                                                                          | ＵＧ☆アルティメットガール, UG Arutimetto Gāru | 2005 als Fernsehserie | Studio Matrix                            |
| Ultimate Otaku Teacher (24 Folgen)                                                                 | 電波教師, Denpa Kyōshi | 2015 als Fernsehserie | A-1 Pictures                             |
| Ultra Maniac (eine Folge)                                                                          | ウルトラマニアック, Urutora Maniakku | 2002 als OVA          | Production Reed                          |
| ↳ Ultra Maniac (26 Folgen)                                                                         | ウルトラマニアック, Urutora Maniakku | 2003 als Fernsehserie | Production Reed                          |
| The Ultraman (50 Folgen)                                                                           | ザ★ウルトラマン, Za Urutoraman | 1979 als Fernsehserie |                                          |
| Umi Monogatari – Anata ga Ite Kureta Koto (12 Folgen)                                              | うみものがたり 〜あなたがいてくれたコト〜 | 2009 als Fernsehserie | Zexcs                                    |
| Umi no Kaiheidan                                                                                   | The Sea Sailing Gang | 1941 als Film         | Nihon Manga Film Kenkyūjo                |
| Umineko no Naku Koro ni (26 Folgen)                                                                | うみねこのなく頃に | 2009 als Fernsehserie | Studio Deen                              |
| Undefeated Bahamut Chronicle (12 Folgen)                                                           | 最弱無敗の神装機竜, Saijaku Muhai no Bahamūto, Saijaku Muhai no Bahamut                                                                                       | 2016 als Fernsehserie | Lerche                                   |
| Under the Dog (eine Folge)                                                                         | Under the Dog | 2016 als OVA          | Kinema Citrus                            |
| Unico – Das Hörnchen                                                                               | ユニコ, Yuniko | 1981 als Film         | Madhouse                                 |
| Upotte!! (10 Folgen)                                                                               | うぽって!! | 2012 als Web-Anime    | Xebec                                    |
| Uramichi Oniisan (12 Folgen)                                                                       | うらみちお兄さん, Uramichi Oniisan | 2021 als Fernsehserie | Studio Blanc.                            |
| Urara Meirochō (? Folgen)                                                                          | うらら迷路帖 | 2017 als Fernsehserie | J.C.Staff                                |
| Uraroji Diamond                                                                                    | 裏路地ダイヤモンド, Uraroji Daiyamondo | 2000 als Fernsehserie | Studio 4°C                               |
| Urashima Tarō                                                                                      | | 1918 als Kurzfilm     | Nikkatsu                                 |
| Urawa no Usagi-chan (12 Folgen)                                                                    | 浦和の調ちゃん | 2015 als Fernsehserie | A-Real                                   |
| Urda (5 Folgen)                                                                                    | ウルダ, URDA: Third Reich | 2003 als OVA          | Romanov Films                            |
| Chōshin Densetsu Urotsukidōji (13 Folgen)                                                          | 超神伝説うろつき童子, Urotsukidoji | 1987 als OVA          | Phoenix Entertainment                    |
| ↳ The Urotsuki (3 Folgen)                                                                          | Urotsukidoji: New Saga | 2002 als OVA          | Phoenix Entertainment                    |
| Urusei Yatsura (195 Folgen)                                                                        | うる星やつら | 1981 als Fernsehserie | Kitty Film, Studio Pierrot, Studio Deen  |
| ↳ Urusei Yatsura: Only You                                                                         | うる星やつら オンリー・ユー | 1983 als Film         | Kitty Film, Studio Pierrot               |
| ↳ Urusei Yatsura 2: Beautiful Dreamer                                                              | うる星やつら２ ビューティフル・ドリーマー | 1984 als Film         | Kitty Film, Studio Pierrot               |
| ↳ Urusei Yatsura 3: Remember My Love                                                               | うる星やつら３ リメンバー・マイ・ラブ | 1985 als Film         | Kitty Film, Studio Deen                  |
| ↳ Urusei Yatsura 4: Lum the Forever                                                                | うる星やつら４ ラム・ザ・フォーエバー | 1986 als Film         | Kitty Film, Studio Deen                  |
| ↳ Making of Urusei Yatsura 4: Lum the Forever (eine Folge)                                         | メイキング・オブ・うる星やつら４ アニメ製作の実際 | 1986 als Special      | Kitty Film, Studio Deen                  |
| ↳ Urusei Yatsura: Kanketsu-hen                                                                     | うる星やつら 完結編 | 1988 als Film         | Kitty Film, Magic Bus                    |
| ↳ Urusei Yatsura: Itsudatte My Darling                                                             | うる星やつら いつだって・マイ・ダーリン, Urusei Yatsura: Always My Darling                                                                                    | 1991 als Film         | Kitty Film, Madhouse                     |
| ↳ Urusei Yatsura: Love me more (eine Folge)                                                        | うる星やつら ラブ・ミー・モア | 1983 als Special      | Kitty Film                               |
| ↳ Urusei Yatsura: Ryōko no 9-gatsu no Ochakai (eine Folge)                                         | うる星やつら 了子の９月のお茶会, Urusei Yatsura: Ryoko's September Tea Party                                                                                  | 1985 als Special      | Kitty Film, Studio Pierrot, Studio Deen  |
| ↳ Urusei Yatsura: TV Titles (15 Folgen)                                                            | うる星やつら TVタイトルズ | 1985 als Special      | Kitty Film                               |
| ↳ Urusei Yatsura: Memorial Album: I'm the Shū-chan (eine Folge)                                    | うる星やつら メモリアル・アルバム アイム THE 終ちゃん | 1986 als Special      | Kitty Film, Studio Deen                  |
| ↳ Mata Aeru-ccha! Urusei Yatsura TV Yokoku Henshū (196 Folgen)                                     | また逢えるっちゃ! うる星やつらTV 予告篇集 | 1988 als Special      | Kitty Film, Studio Pierrot, Studio Deen  |
| ↳ Urusei Yatsura: Karaoke Music Parade                                                             | うる星やつら カラオケ・ミュージック・パレード | 1989 als Special      | Kitty Film, Studio Pierrot, Studio Deen  |
| ↳ Urusei Yatsura'87: Yume no Shikakenin, Inaba-kun Tōjō! Lum no Mirai wa Dōnaruccha!? (eine Folge) | うる星やつら'87 夢の仕掛人、因幡くん登場! ラムの未来はどうなるっちゃ!?                                                                                        | 1987 als OVA          | Kitty Film, Magic Bus                    |
| ↳ Urusei Yatsura: Ikare Sherbet (eine Folge)                                                       | うる星やつら 怒れシャーベット, Urusei Yatsura: Ikare Shābetto, Urusei Yatsura: Raging Sherbet                                                                 | 1988 als OVA          | Kitty Film, Magic Bus                    |
| ↳ Urusei Yatsura: Nagisa no Fiancé (eine Folge)                                                    | うる星やつら 渚のフィアンセ, Urusei Yatsura: Nagisa no Fianse, Urusei Yatsura: Nagisa’s Fiancé                                                                | 1988 als OVA          | Kitty Film, Magic Bus                    |
| ↳ Urusei Yatsura: Denki Jikake no Oniwaban (eine Folge)                                            | うる星やつら 電気仕掛けのお庭番, Urusei Yatsura: The Electric Household Guard                                                                                 | 1989 als OVA          | Kitty Film, Magic Bus                    |
| ↳ Urusei Yatsura: Tsuki ni Hoeru (eine Folge)                                                      | うる星やつら 月に吠える, Urusei Yatsura: I Howl at the Moon                                                                                                   | 1989 als OVA          | Kitty Film, Magic Bus                    |
| ↳ Urusei Yatsura: Yagi-san to Cheese (eine Folge)                                                  | うる星やつら ヤギさんとチーズ, Urusei Yatsura: Yagi-san to Chīzu, Urusei Yatsura: Goat and Cheese                                                             | 1989 als OVA          | Kitty Film, Madhouse                     |
| ↳ Urusei Yatsura: Heart o Tsukame (eine Folge)                                                     | うる星やつら ハートをつかめ, Urusei Yatsura: Hāto o Tsukame, Urusei Yatsura: Catch the Heart                                                                  | 1989 als OVA          | Kitty Film, Madhouse, Watanabe Promotion |
| ↳ Urusei Yatsura: Otome Bashika no Kyōfu (eine Folge)                                              | うる星やつら 乙女ばしかの恐怖, Urusei Yatsura: Terror of Girly-Eyes Measles                                                                                   | 1991 als OVA          | Kitty Film, Madhouse                     |
| ↳ Urusei Yatsura: Reikon to Date (eine Folge)                                                      | うる星やつら 霊魂とデート, Urusei Yatsura: Reikon to Dēto, Urusei Yatsura: Date with a Spirit                                                                 | 1991 als OVA          | Kitty Film, Madhouse                     |
| ↳ Urusei Yatsura: 1994 Music Calendar (eine Folge)                                                 | | 1993 als Special      | Kitty Film                               |
| ↳ Urusei Yatsura: The Shōgaibutsu Suiei Taikai (eine Folge)                                        | うる星やつら ザ・障害物水泳大会 | 2008 als OVA          |                                          |
| Usagi-chan de Cue!! (3 Folgen)                                                                     | うさぎちゃんで ＣＵＥ!! | 2001 als OVA          | Pink Pineapple                           |
| Usagi Drop (11 Folgen)                                                                             | うさぎドロップ, Usagi Doroppu | 2011 als Fernsehserie | Production I.G                           |
| Usagi to Kame                                                                                      | 兎と亀, The Hare and the Tortoise | 1918 als Kurzfilm     |                                          |
| Usagi to Kame                                                                                      | 兎と亀, Rabbit and Tortoise | 1924 als Kurzfilm     | Kitayama                                 |
| Ushinawareta Mirai o Motomete (12 Folgen)                                                          | 失われた未来を求めて | 2014 als Fernsehserie | feel.                                    |
| Ushio and Tora (39 Folgen)                                                                         | うしおととら, Ushio to Tora | 2015 als Fernsehserie | MAPPA                                    |
| Uta Kata (13 Folgen)                                                                               | うた∽かた | 2004 als Fernsehserie | Hal Film Maker                           |
| Uta no Prince-sama: Maji Love 1000% (13 Folgen)                                                    | うたの☆プリンスさまっ♪ マジLOVE1000%, Uta no Purinsu-sama: Maji Love 1000%                                                                                    | 2011 als Fernsehserie | A-1 Pictures                             |
| ↳ Uta no Prince-sama: Maji Love 2000% (13 Folgen)                                                  | うたの☆プリンスさまっ♪ マジLOVE2000%, Uta no Purinsu-sama: Maji Love 2000%                                                                                    | 2013 als Fernsehserie | A-1 Pictures                             |
| ↳ Uta no Prince-sama: Maji Love Revolutions (13 Folgen)                                            | うたの☆プリンスさまっ♪ マジLOVEレボリューションズ, Uta no Purinsu-sama: Maji Love Reboryūshonzu                                                               | 2015 als Fernsehserie | A-1 Pictures                             |
| ↳ Uta no Prince-sama: Maji Love Legend Star (13 Folgen)                                            | うたの☆プリンスさまっ♪ マジLOVEレジェンドスター, Uta no Purinsu-sama: Maji Love Rejendo Sutā                                                                  | 2016 als Fernsehserie | A-1 Pictures                             |
| Utawarerumono – Heldenlied (26 Folgen)                                                             | うたわれるもの, Utawarerumono | 2006 als Fernsehserie | Oriental Light and Magic                 |
| ↳ Utawarerumono (3 Folgen)                                                                         | うたわれるもの | 2009 als OVA          | Chaos Project, Aquaplus                  |
| ↳ Utawarerumono: Itsuwari no Kamen (25 Folgen)                                                     | うたわれるもの 偽りの仮面 | 2015 als Fernsehserie | White Fox                                |